# Chrysoesthia eppelsheimi
Chrysoesthia eppelsheimi is een vlinder uit de familie tastermotten (Gelechiidae). De wetenschappelijke naam is voor het eerst geldig gepubliceerd in 1885 door Staudinger.
De soort komt voor in Europa.